# Damasco desidratado

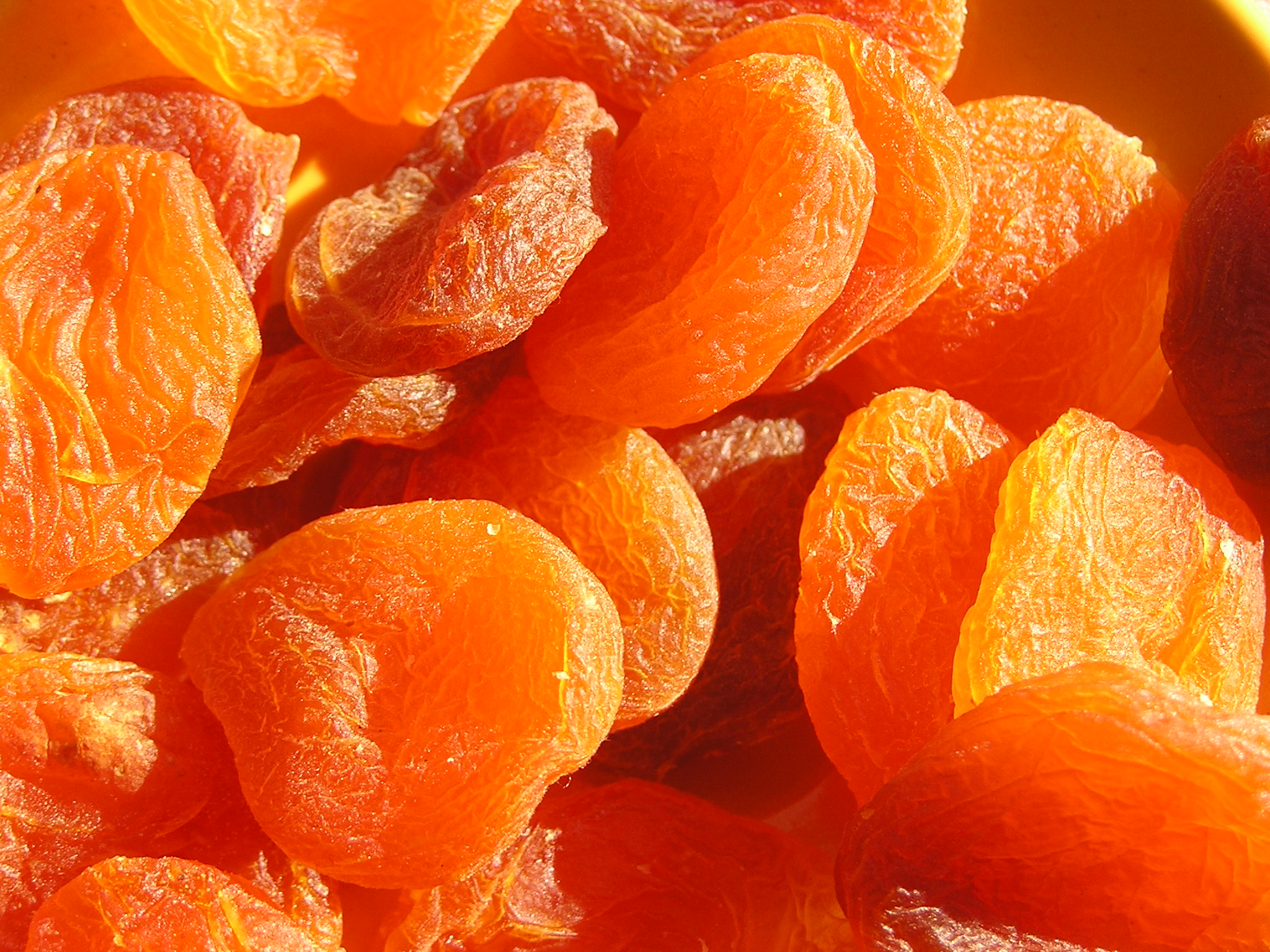
Damascos desidratados contendo entre 2500 e 3000 ppm de SO₂ variam de amarelo-claro a laranja.

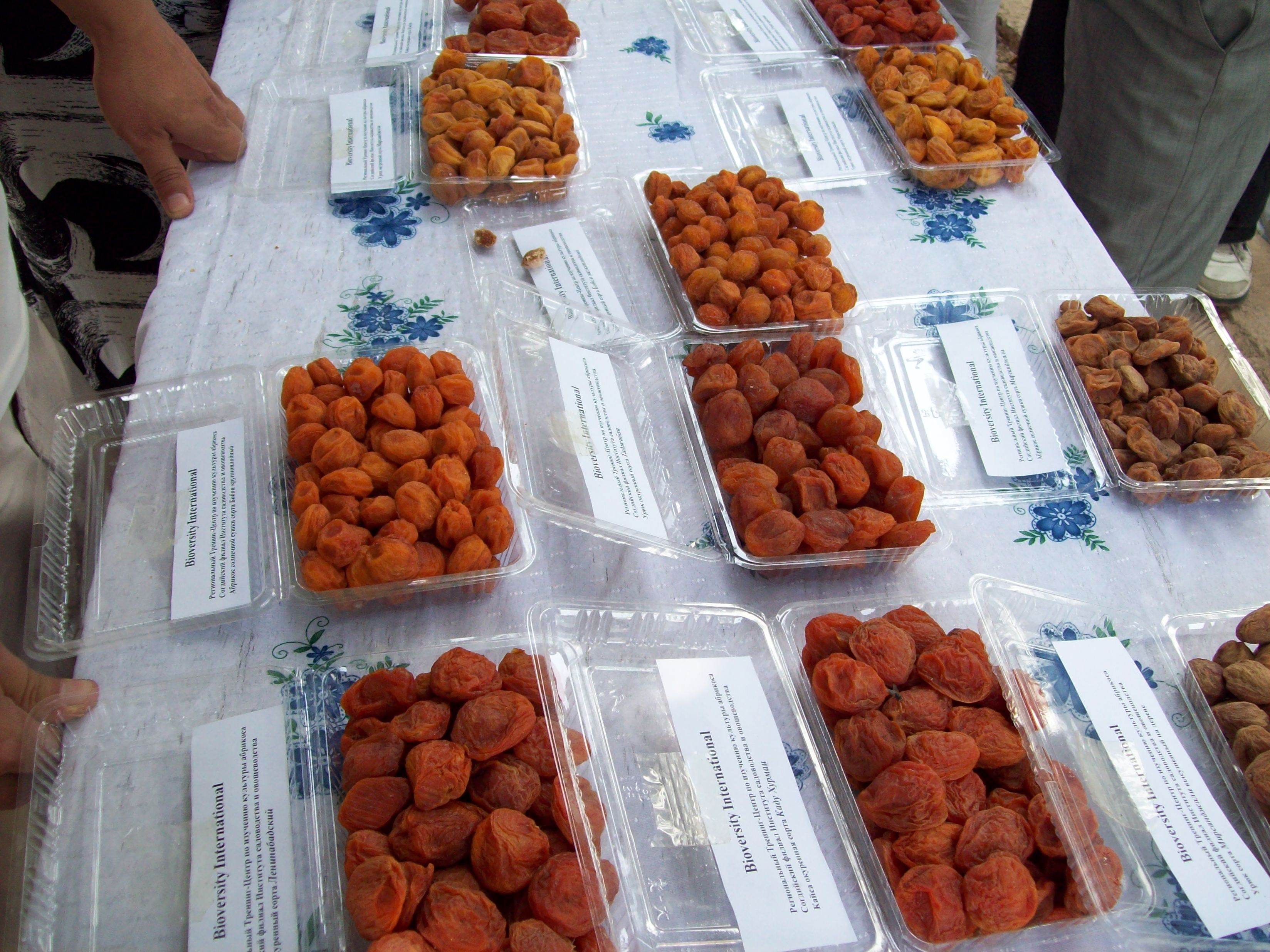
Muitas variedades de damascos desidratados são vendidas no Uzbequistão

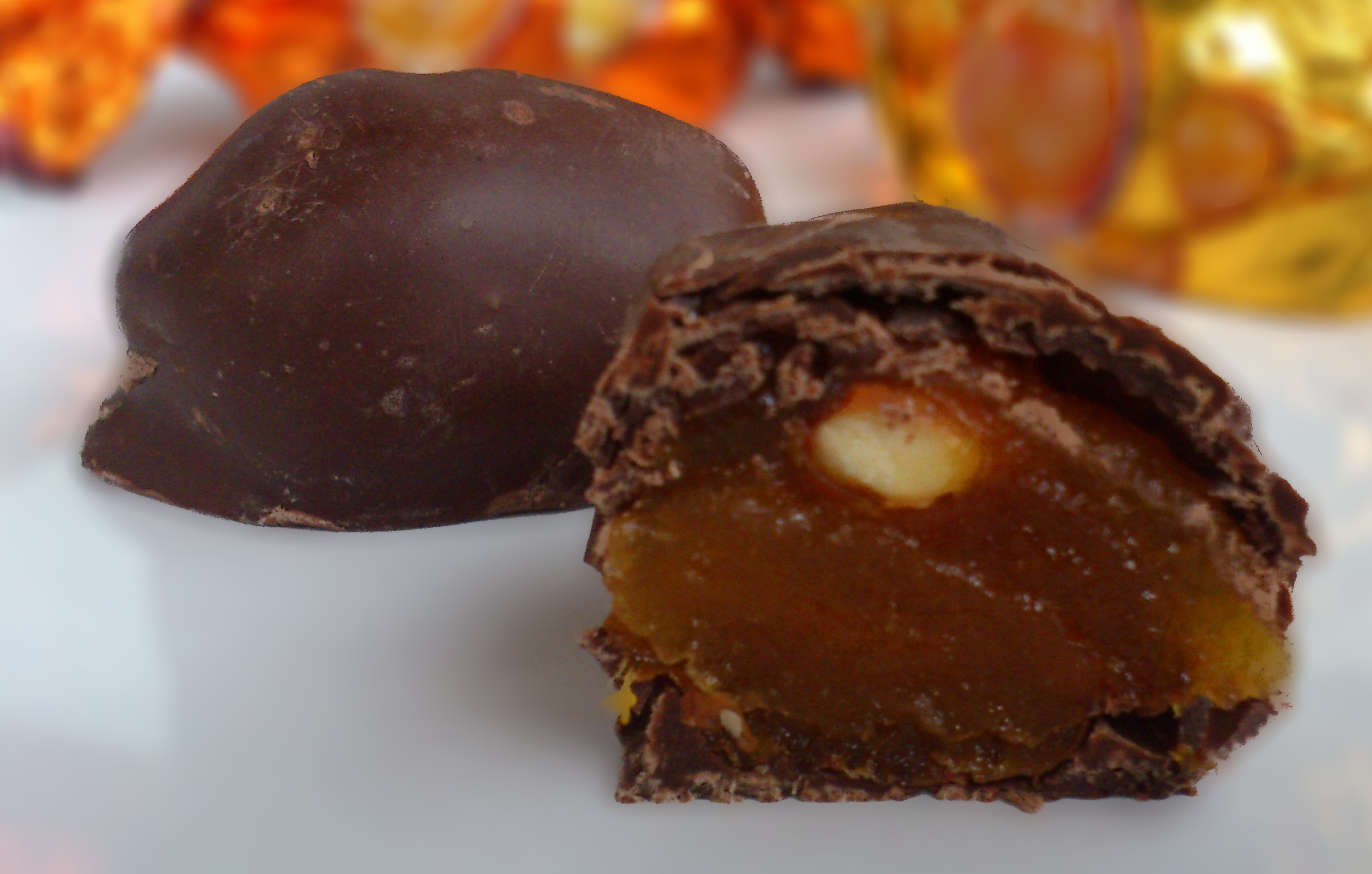
Damascos desidratados cobertos com chocolate, um tipo de confeito popular na Rússia e no Cazaquistão

Damascos desidratados são um tipo de fruta seca tradicional.
Quando tratada com dióxido de enxofre (SO₂), a cor é laranja vivo. As frutas orgânicas não tratadas com vapor de enxofre têm cor mais escura e textura mais grossa. Em geral, quanto mais clara a cor, maior o teor de SO₂.
Os damascos são cultivados na Ásia Central desde a antiguidade, e os damascos desidratados eram uma mercadoria importante na Rota da Seda. Eles podiam ser transportados por grandes distâncias devido à sua longa vida útil. Antes do século XX, elas eram onipresentes nos impérios otomano, persa e russo.
Em tempos mais recentes, a Califórnia era o maior produtor, antes de ser ultrapassada pela Turquia, onde cerca de 95% da produção de damascos desidratados é fornecida pela província de Malátia.
Os damascos desidratados com cores mais escuras são os damascos turcos, conhecidos por sua técnica. Os damascos turcos são desidratados como frutas inteiras com luz solar natural.
Os damascos pequenos são normalmente desidratados inteiros. As variedades maiores são secas em metades, sem a amêndoa ou o caroço. Na extinta União Soviética, os primeiros são conhecidos como uryuk (урюк), usados principalmente para fazer kompots, e os últimos como kuraga (курага). As variedades mediterrâneas ou turcas de damascos desidratados são normalmente secas inteiras e depois sem caroço; enquanto as variedades da Califórnia são cortadas ao meio e sem caroço antes da secagem. Os alimentos étnicos à base de damascos desidratados incluem o qubani ka meetha na Índia e o chamoy no México.
Os damascos desidratados são uma importante fonte de carotenoides (vitamina A) e potássio. Devido à sua alta relação fibra/volume, às vezes são usados para aliviar a constipação ou induzir a diarreia. Os damascos desidratados normalmente não têm adição de açúcar e têm baixo índice glicêmico. A taxa máxima de umidade permitida na Turquia é de 25%.